# Tipula captiosa
Tipula captiosa är en tvåvingeart som beskrevs av Alexander 1936. Tipula captiosa ingår i släktet Tipula och familjen storharkrankar. Inga underarter finns listade i Catalogue of Life.